# Tiki (mitologia)
Tiki nella mitologia maori fu il primo uomo mai esistito, creato da Tu Matauenga o Tane. Esistono molte varianti della leggenda di Tiki ma la più diffusa ci dice che Tiki era solo e chiese compagnia. Un giorno, vedendo il suo riflesso in una pozza pensò di aver trovato della compagnia, e si gettò nella pozza per afferrarlo. L'immagine scomparve e Tiki rimase deluso. Allora si addormentò e quando si svegliò vide di nuovo il riflesso. Allora mischiò l'acqua della pozza con la  terra e creò la donna.
Un'altra versione invece afferma che Tiki trovò la prima donna, Marikoriko, in un stagno. Lei lo sedusse e lui divenne il padre di Hine-Kau-Ataata.